# Impatiens arriensii
Impatiens arriensii är en balsaminväxtart. Impatiens arriensii ingår i släktet balsaminer, och familjen balsaminväxter.

## Underarter
Arten delas in i följande underarter:
- I. a. arriensii
- I. a. harmandii